# Alejandro Moreano
Alejandro Moreano (Quito, 1945) es un escritor, ensayista, catedrático universitario, novelista y politólogo ecuatoriano.
Estudió sociología y ciencias políticas en la Universidad Central del Ecuador. Se doctoró en historia en el 2004 en la Universidad Pablo de Olavide. Fue director de la escuela de sociología de la Universidad Central del Ecuador en repetidas ocasiones, fue también profesor en la Pontificia Universidad Católica del Ecuador, actualmente es profesor invitado en la Universidad Andina Simón Bolívar.

## Biografía
Lector infatigable desde muy temprana edad, en la adolescencia editó la Revista Z, pocos años después, en la década de los 60 se sumó al movimiento cultural tzántzico, además participó en las tres revistas literarias del período: Pucuna, Indoamérica y La bufanda del sol; y en las publicaciones políticas del semanario En Marcha y la Revista Política.
En 1975 participó en la edición de Ecuador, pasado y presente, texto considerado por varios investigadores como el nacimiento de la moderna sociología ecuatoriana y el libro de mayor circulación en el país con cerca de cien mil ejemplares. 
En 1982 fue jurado de Casa de las Américas. 
En 1990 escribió un texto epónimo Elogio del Ensayo que profundizó en el diálogo Marxismo, ensayo y ciencias sociales organizado por la Facultad Latinoamericana de Ciencias Sociales (FLACSO). En este año también fue editada su novela El devastado jardín del paraíso, novela con la que ganó el premio único de la Primera bienal de Novela Ecuatoriana.
Durante los 90 del siglo pasado, Moreano estableció estrechas relaciones con la CONAIE y su líder histórico Luis Macas. Fue también la época en que inició su actividad periodística en Diario Hoy (1993-1998), que luego sería continuada en los periódicos Tintají, El Telégrafo y Línea de fuego.
En el 2002, escribió El Apocalipsis Perpetuo, ensayo declarado uno de los cinco finalistas del XXX Premio Anagrama de Ensayo.
En el 2020 publicó su novela El Crimen del Tarot.

## Distinciones
En 1990 ganó el Premio Único de la Primera Bienal de Novela en Ecuador con su novela El devastado jardín del paraíso. Su libro El Apocalipsis Perpetuo estuvo entre los cinco textos finalistas del XXX Premio Anagrama de Ensayo. En el 2002 recibió el Premio Isabel Tobar Guarderas del Municipio de Quito. En el 2004 obtuvo el Premio Nacional de Ciencias Sociales Pío Jaramillo Alvarado, otorgado por la Facultad Latinoamericana de Ciencias Sociales (FLACSO) en reconocimiento a sus destacados aportes y trayectoria. En el 2007 el Instituto de Altos Estudios Nacionales (IAEN) le entregó el reconocimiento Agustín Cueva al Pensamiento Crítico.

## Obras

### Ensayo
- Ecuador: pasado y presente -coautor-, 1975.[5]
- El nuevo régimen político, 1981.[13]
- La literatura ecuatoriana en los últimos 30 años, 1983.[14]
- Gobierno y Política en el Ecuador Contemporáneo, 1990.[15]
- Revolución liberal y neoliberalismo. en Ecuador Debate-CAAP No.35
- Universidad, Estado y sociedad, 1994.
- Identidad y cambios culturales en la globalización, 1995.
- La guerra que espera su turno, en el libro “América latina en la guerra global”, 2004.[16]
- El apocalipsis perpetuo, 2002.[9]
- América Latina y la descolonización del siglo XX!, en De colonias a Estados Nacionales, Antología editada por Enrique Ayala Mora y otros autores, 2019.[17]
- Neoliberalismo, cultura y sociedad (2011). Capítulo del libro Nuestra América y el pensamiento crítico. Fragmentos del pensamiento crítico de Latinoamérica y el caribe.[18]

En el 2014, Alicia Ortega Caicedo publicó la obra Pensamiento crítico-literario de Alejandro Moreano: la literatura como matriz de cultura, en esta edición, fue reunido el más representativo trabajo ensayístico de Alejandro Moreano.

### Novelas
- El devastado jardín del paraíso, 1990.[7]
- El Crimen del Tarot, 2020.[11]